# Piszczac (gromada)
Piszczac – dawna gromada, czyli najmniejsza jednostka podziału terytorialnego Polskiej Rzeczypospolitej Ludowej w latach 1954–1972.
Gromady, z gromadzkimi radami narodowymi (GRN) jako organami władzy najniższego stopnia na wsi, funkcjonowały od reformy reorganizującej administrację wiejską przeprowadzonej jesienią 1954 do momentu ich zniesienia z dniem 1 stycznia 1973, tym samym wypierając organizację gminną w latach 1954–1972.
Gromadę Piszczac z siedzibą GRN w Piszczacu utworzono – jako jedną z 8759 gromad na obszarze Polski – w powiecie bialskim w woj. lubelskim na mocy uchwały nr 5 WRN w Lublinie z dnia 5 października 1954. W skład jednostki weszły obszary dotychczasowych gromad Piszczac osada, Piszczac kol. i Chotyłów ze zniesionej gminy Piszczac oraz obszar dotychczasowej gromady Zalutyń ze zniesionej gminy Kościeniewicze w tymże powiecie. Dla gromady ustalono 27 członków gromadzkiej rady narodowej.
1 stycznia 1960 do gromady Piszczac włączono wieś Dąbrowica Mała ze zniesionej gromady Dąbrowica Duża w tymże powiecie.
1 stycznia 1962 do gromady Piszczac włączono wsie Połoski, Trojanów i Zahorów ze zniesionej gromady Połoski w tymże powiecie.
1 stycznia 1969 do gromady Piszczac włączono obszar zniesionej gromady Kościeniewicze w tymże powiecie.
Gromada przetrwała do końca 1972 roku, czyli do kolejnej reformy gminnej. 1 stycznia 1973 w powiecie bialskim reaktywowano gminę Piszczac.